# Caecidotea williamsi
Caecidotea williamsi är en kräftdjursart som beskrevs av Escobar-Briones och Alcocer 2002. Caecidotea williamsi ingår i släktet Caecidotea och familjen sötvattensgråsuggor. Inga underarter finns listade i Catalogue of Life.